# Cephalaeschna klotsae
Cephalaeschna klotsae – gatunek ważki z rodziny żagnicowatych (Aeshnidae). Zamieszkuje górskie lasy w południowych i wschodnich Chinach – od regionu autonomicznego Kuangsi przez prowincje Guangdong i Fujian do Zhejiang.